# Rancho Cordova
Rancho Cordova, fundada en 2003 es una ciudad ubicada en el condado de Sacramento en el estado estadounidense de California. En el año 2007 tenía una población de 60 056 habitantes y una densidad poblacional de 1023.0 personas por km². Rancho Cordova forma parte del área metropolitana de Sacramento.

## Geografía
Rancho Cordova se encuentra ubicada en las coordenadas 38°35′6″N 121°17′50″O / 38.58500, -121.29722. Según la Oficina del Censo, la ciudad tiene un área total de 59,1 km² (22,8 mi²), de la cual 58,3 km² (22,5 mi²) es tierra y 0,8 km² (0,3 mi²) (1.3%) es agua.

## Demografía
Según la Oficina del Censo en 2000 los ingresos medios por hogar en la localidad eran de 40 095 $, y los ingresos medios por familia eran 60 211 $. Los hombres tenían unos ingresos medios de 54 706 $ frente a los 45 383 $ para las mujeres.

## Educación
El Distrito Escolar Unificado de Folsom Cordova gestiona escuelas públicas.